# Powerage
Albums de AC/DC
Let There Be Rock
(1977) If You Want Blood You've Got It
(1978)
Singles
1. Rock 'N' Roll Damnation
Sortie : 28 mai 1978

Powerage est le 4e album d'AC/DC sorti en 1978.
Il est le premier album du groupe avec le bassiste Cliff Williams, l'avant dernier album studio du groupe avec Bon Scott et le dernier à être produit par Harry Vanda et George Young.
Il fut enregistré assez rapidement, et certains titres furent directement composés en studio.
Powerage est le premier album d'AC/DC à avoir eu la même image de couverture en Australie et en Europe. Il y eut cependant plusieurs différences entre les contenus des deux éditions. Seule la version australienne fut éditée en CD et cette version est la seule version de l'album à être toujours commercialisée. L'album a été remasterisé en 2003 comme la quasi-totalité des albums d'AC/DC.

## Différences entre les versions
La première édition de ce vinyle ne contenait pas le morceau Rock 'n' Roll Damnation, mais devant le succès du single du même nom, les éditions suivantes l'incluront.
L'édition européenne de l'époque contenait Cold Hearted Man à l'inverse de l'édition australienne (qui fut l'édition distribuée en Amérique et qui est, depuis la réédition CD, la seule version de l'album commercialisée). En contrepartie, l'édition australienne est agrémentée de mixages différents par rapport à son homologue européen : 
- Rock 'n' Roll Damnation est un peu plus long ;
- Down Payment Blues possède une fin différente ;
- Gimme a Bullet se voit ajouter des chœurs ;
- Riff Raff possède une petite difference de guitare ;
- What's Next to the Moon possède des chœurs et des parties guitares supplémentaires ;
- Gone Shootin' se voit ajouter des chœurs ;
- Up to My Neck in You est agrémenté d'une phrase de guitare d'Angus à la fin du morceau ;
- Kicked in the Teeth possède une ligne de chant différente.

Seule la version australienne fut éditée en CD et, depuis, cette version est la seule version de l'album à être commercialisée. La chanson Cold Hearted Man était alors considéré comme une chanson rare jusqu'à ce qu'elle soit réalisée en 2009 sur le coffret Backtracks.

## Liste des titres
Toutes les chansons ont été écrites par Angus Young, Malcolm Young et Bon Scott.

### Version australienne, américaine et rééditions CD
| 1.    | Rock 'n' Roll Damnation | 3:37 |
| 2.    | Down Payment Blues      | 6:03 |
| 3.    | Gimme a Bullet          | 3:21 |
| 4.    | Riff Raff               | 5:11 |
| 5.    | Sin City                | 4:45 |
| 6.    | What's Next to the Moon | 3:31 |
| 7.    | Gone Shootin'           | 5:06 |
| 8.    | Up to My Neck in You    | 4:13 |
| 9.    | Kicked in the Teeth     | 4:03 |
| 40:50 |                         |      |

### Version vinyle originale européenne
| 1. | Rock 'n' Roll Damnation | 3:04 |
| 2. | Gimme a Bullet          | 3:21 |
| 3. | Down Payment Blues      | 5:40 |
| 4. | Gone Shootin'           | 5:22 |
| 5. | Riff Raff               | 5:14 |

| 6.  | Sin City                | 4:45 |
| 7.  | Up to My Neck in You    | 4:13 |
| 8.  | What's Next to the Moon | 3:43 |
| 9.  | Cold Hearted Man        | 3:32 |
| 10. | Kicked in the Teeth     | 3:56 |

- Sur certaines éditions de l'époque, l'ordre des chansons est différent.
- Les toutes premières éditions ne comprenaient pas Rock 'n' Roll Damnation, qui fut rajouté plus tard du fait de son succès en tant que single.

## Formation
- Bon Scott : Chant
- Angus Young : Guitare solo
- Malcolm Young : Guitare rythmique
- Cliff Williams : Basse
- Phil Rudd : Batterie

## Production
- Producteurs : Harry Vanda, George Young
- Ingénieur du son : Mark Opitz

## Charts & certifications

### Album
Charts
| Pays                          | Durée du classement | Meilleur classement | Date              |
| ----------------------------- | ------------------- | ------------------- | ----------------- |
| États-Unis (Billboard 200)    | 17 semaines         | 133e                | 23 septembre 1978 |
| France (SNEP)                 | 10 semaines         | 10e                 | 7 juillet 1978    |
| Pays-Bas (MegaCharts)         | 14 semaines         | 15e                 | 15 juillet 1978   |
| Royaume-Uni (UK Albums Chart) | 9 semaines          | 26e                 | 14 mai 1978       |
| Suède (Sverigetopplistan)     | 11 semaines         | 19e                 | 20 octobre 1978   |

| Pays                                  | Durée du classement | Meilleur classement | Date         |
| ------------------------------------- | ------------------- | ------------------- | ------------ |
| Allemagne (GfK Entertainment)         | 1 semaine           | 26e                 | 22 mars 2024 |
| Autriche (Ö3 Austria Top 40)          | 1 semaine           | 48e                 | 26 mars 2024 |
| Écosse (Scottish Album Chart)         | 1 semaine           | 19e                 | 22 mars 2024 |
| Royaume-Uni (UK Rock and Metal Chart) | 2 semaines          | 9e                  | 22 mars 2024 |
| Suisse (Schweizer Hitparade)          | 1 semaine           | 32e                 | 24 mars 2024 |

Certifications
| Pays                 | Certification | Ventes      | Date            |
| -------------------- | ------------- | ----------- | --------------- |
| Allemagne (BVMI)     | Or            | 250 000 +   | 1991            |
| Australie (ARIA)     | 3 × Platine   | 210 000 +   | 30 janvier 2013 |
| États-Unis (RIAA)    | Platine       | 1 000 000 + | 4 octobre 1990  |
| France (SNEP)        | Or            | 100 000 +   | 5 novembre 1980 |
| Royaume-Uni (BPI)    | Or            | 100 000 +   | 9 août 2013     |
| Suisse (IFPI Suisse) | Or            | 25 000 +    | 1992            |

### Single
| Single                | Chart              | Durée du classement | Position | Date             |
| --------------------- | ------------------ | ------------------- | -------- | ---------------- |
| Rock'n'Roll Damnation | (V) (Ultratop)     | 3 semaines          | 21e      | 25 novembre 1978 |
| Rock'n'Roll Damnation | (Single Top 100)   | 7 semaines          | 18e      | 21 octobre 1978  |
| Rock'n'Roll Damnation | (UK Singles Chart) | 9 semaines          | 24e      | 9 juillet 1978   |